# Le Meux
 Le Meux  es una población y comuna francesa, en la región de Picardía, departamento de Oise, en el distrito de Compiègne y cantón de Compiègne-Sud-Ouest.

## Demografía
| 656 | 723 | 768 | 998 | 1471 | 1708 |
| Para los censos de 1962 a 1999 la población legal corresponde a la población sin duplicidades (Fuente: INSEE [Consultar]) |     |     |     |      |      |